# Malincourt
 Malincourt  es una población y comuna francesa, en la región de Alta Francia, departamento de Norte, en el distrito de Cambrai y cantón de Clary.

## Demografía
| 619 | 604 | 555 | 506 | 527 | 496 |
| Para los censos de 1962 a 1999 la población legal corresponde a la población sin duplicidades (Fuente: INSEE [Consultar]) |     |     |     |     |     |